# Frede Hansen (tornász)
Frede Hansen (Borbjerg, 1897. április 5. – Tønder, 1979. július 31.) olimpiai ezüstérmes dán tornász.
Az 1920. évi nyári olimpiai játékokon indult tornában és a svéd rendszerű csapat összetettben ezüstérmes lett.
Klubcsapata a DDS&G's Hold volt.